# Чемпіонат ВЦРПС з хокею з м'ячем 1936 (чоловіки)
Чемпіонат ВЦРПС з хокею з м'ячем 1936 —  другий чемпіонат який проводила Всесоюзна центральна рада професійних спілок і перший, що проводився серед клубів, а не збірних міст. Турнір відбувся у Москві та Ленінграді, всього взяло участь 16 команд.

## Перший етап
| М | I підгрупа                       | 1    | 2   | 3     | 4     | В | Н | П | М'ячи | О |
| - | -------------------------------- | ---- | --- | ----- | ----- | - | - | - | ----- | - |
| 1 | «Червона зоря» (Ленінград)       |      | 2:2 | 2:1   | 3:0   | 2 | 1 | 0 | 7-3   | 5 |
| 2 | «Мосенерго» (Москва)             | 2:2  |     | 1:1   | 2:0   | 1 | 2 | 0 | 5-3   | 4 |
| 3 | «Серп і Молот» (Москва)          | 1:2  | 1:1 |       | 7:0   | 1 | 1 | 1 | 9-3   | 3 |
| 4 | «Червоний Жовтень» (Сталінград)  | 0:3  | 0:2 | 0:7   |       | 0 | 0 | 3 | 0-12  | 0 |
| М | II підгрупа                      | 1    | 2   | 3     | 4     | В | Н | П | М'ячі | О |
| 1 | Кіровський завод (Ленінград)     |      | 0:0 | 2:0   | 3:1   | 2 | 1 | 0 | 5-1   | 5 |
| 2 | «Сталінець» (Москва)             | 0:0  |     | 1:2   | 4:3   | 1 | 1 | 1 | 5-5   | 3 |
| 3 | «Крила Рад» (Москва)             | 0:2  | 2:1 |       | нічия | 1 | 1 | 1 | ?-?   | 3 |
| 4 | «Серп і Молот» (Харків)          | 1:3  | 3:4 | нічия |       | 0 | 1 | 2 | ?-?   | 1 |
| М | III підгрупа                     | 1    | 2   | 3     | 4     | В | Н | П | М'ячі | О |
| 1 | «Буревісник» (Москва)            |      | 4:0 | 8:0   | 3:0   | 3 | 0 | 0 | 15-0  | 6 |
| 2 | Балтійський завод (Ленінград)    | 0:4  |     | 4:2   | 7:0   | 2 | 0 | 1 | 11-6  | 4 |
| 3 | Завод ім. Масленікова (Куйбишев) | 0:8  | 2:4 |       |       | 0 | 0 | 2 | 2-12  | 0 |
| 4 | «Будівельники» (Свердловськ)     | 0:3  | 0:7 |       |       | 0 | 0 | 2 | 0-10  | 0 |
| М | IV підгрупа                      | 1    | 2   | 3     | 4     | В | Н | П | М'ячі | О |
| 1 | Завод ім. Сталіна (Москва)       |      | 2:2 | 4:0   | 14:2  | 2 | 1 | 0 | 20-4  | 5 |
| 2 | «Більшовик» (Ленінград)          | 2:2  |     | 3:1   | 4:0   | 2 | 1 | 0 | 9-3   | 5 |
| 3 | ГАЗ ім. Молотова (Горький)       | 0:4  | 1:3 |       | 6:0   | 1 | 0 | 2 | 7-7   | 2 |
| 4 | ЧТЗ (Челябінськ)                 | 2:14 | 0:4 | 0:6   |       | 0 | 0 | 3 | 2-24  | 0 |

Ігри першого етапу відбулися 8—12 лютого у Москві. У матчі «Червона зоря» (Ленінград) — «Червоний Жовтень» (Сталінград), команда зі Сталінграда відмовилася грати у другому таймі. Точний рахунок у матчі «Крила Рад» (Москва) — «Серп і Молот» (Харків) — не зберігся, відомо лише, що команди зіграли у нічию. Команда заводу ім. Масленікова (Куйбишев) та «Будівельники» (Свердловськ) між собою не грали.

## Другий етап
| М | Другий етап                  | 1   | 2   | 3   | 4   | В | Н | П | М'ячи | О |
| - | ---------------------------- | --- | --- | --- | --- | - | - | - | ----- | - |
| 1 | Кіровський завод (Ленінград) |     | 1:0 | 1:1 | 2:1 | 2 | 1 | 0 | 4-2   | 5 |
| 2 | «Червона зоря» (Ленінград)   | 0:1 |     | 2:1 | 2:0 | 2 | 0 | 1 | 4-2   | 4 |
| 3 | Завод ім. Сталіна (Москва)   | 1:1 | 1:2 |     | 2:1 | 1 | 1 | 1 | 4-4   | 3 |
| 4 | «Буревісник» (Москва)        | 1:2 | 0:2 | 1:2 |     | 0 | 0 | 3 | 2-6   | 0 |

Ігри другого етапу відбулися 25 лютого — 9 березня у Москві та Ленінграді. Матчі Кіровський завод — Завод ім. Сталіна та «Червона зоря» — «Буревісник» були проведені у рамках Чемпіонату СРСР з паралельним заліком у Чемпіонат ВЦРПС.

## Склади команд
Кіровський завод (Ленінград): А. Андреєв, Рожков, В. Воног (капітан та граючий тренер), А. Гащенков, І. Григор'єв, Є. Запрягаєв, С. Іванов, В. Ковш, К. Копченов, Н. Ніколаєв, А. Сорокін, К. Тараканов, Вас. Фёдоров, З. Фуніков, Г. Янін.
«Червона зоря» (Ленінград): Н. Фінк, Ф. Аксёнов, П. Артем'єв, В. Григор'єв, П. Григор'єв, А. Коробов, В. Кудрявцев, М. Кучинський, А. Міхайлов, К. Ніколаєв, М. Ніколаєв, Л. Петров (капітан).